# 1814
| 1814                                  |
| ------------------------------------- |
| Dødsfald - Fødsler                    |
| • Begivenheder • Litteratur • Politik |

| Gregoriansk kalender | 1814 MDCCCXIV           |
| Ab urbe condita      | 2567                    |
| Armensk kalender     | 1263 ԹՎ ՌՄԿԳ            |
| Kinesiske kalender   | 4510 – 4511 癸酉 – 甲戌 |
| Etiopisk kalender    | 1806 – 1807             |
| Jødisk kalender      | 5574 – 5575             |
| Hindukalendere       |                         |
| - Vikram Samvat      | 1869 – 1870             |
| - Shaka Samvat       | 1736 – 1737             |
| - Kali Yuga          | 4915 – 4916             |
| Iransk kalender      | 1192 – 1193             |
| Islamisk kalender    | 1229 – 1230             |

Året 1814 startede på en lørdag.
Konge i Danmark: Frederik 6. – 1808-1839
Se også 1814 (tal)

## Begivenheder

### Udateret
- Skolelov indfører tvungen skolegang fra det 7. til det 14. år, og de første lærerseminarier oprettes.
- Det Hvide Hus i Washington D.C. terroriseres af englænderne

### Januar
- 14. januar – Ved Freden i Kiel tvinges den danske konge Frederik 6. til at afstå Norge til den svenske konge

### Marts
- 24. marts - der bliver indført tvungen Undervisningspligt i Danmark fra 7.-14. år

### April
- 4. april - Napoleon Bonaparte abdicerer for første gang
- 11. april - Napoleon den 1. af Frankrig abdicerer, Ludvig 18. bliver konge af Frankrig
- 20. april - Kejser Napoleon tager afsked med sine soldater og tager ophold på Elba

### Maj
- 13. maj – Kong Frederik 6. begrænser trykkefriheden i Danmark kraftigt.
- 17. maj – Eidsvoll-forfatningen vedtages i Norge – Dagen er Norges nationaldag

### September
- 22. september - i Wien tager repræsentanterne for Europas lande fat på selve arbejdet ved Wienerkongressen.

### Oktober
- 17. oktober – Ølfloden i London dræber mindst otte

### November
- 4. november - Norge forenes med Sverige, som har lovet at respektere den norske Eidsvollforfatning (foreningen varer indtil 1905)
- 29. november – The Times i London, der begyndte at udkomme i 1785, tager som den første avis dampmaskinen i brug ved trykningen

### December
- 24. december - den britisk-amerikanske krig (1812) afsluttes officielt med indgåelsen af Gent-traktaten

## Dødsfald
- 26. marts - Joseph Ignace Guillotin, fransk læge og revolutionsmand (født 1738).
- 29. maj – Joséphine de Beauharnais, Napoleons eks-hustru, dør ved middagstid (født 1763).
- 12. oktober – Rasmus Frankenau, dansk læge og forfatter (født 1767).

## Kunst
- Goya udførte billedet Den tredje maj 1808.